# Halichaetonotus marinus
Halichaetonotus marinus är en djurart som tillhör fylumet bukhårsdjur, och som först beskrevs av Giard 1904.  I den svenska databasen Dyntaxa används istället namnet Halichaetonotus pleuracanthus. Halichaetonotus marinus ingår i släktet Halichaetonotus och familjen Chaetonotidae. Arten är reproducerande i Sverige. Inga underarter finns listade i Catalogue of Life.